# Reproducció

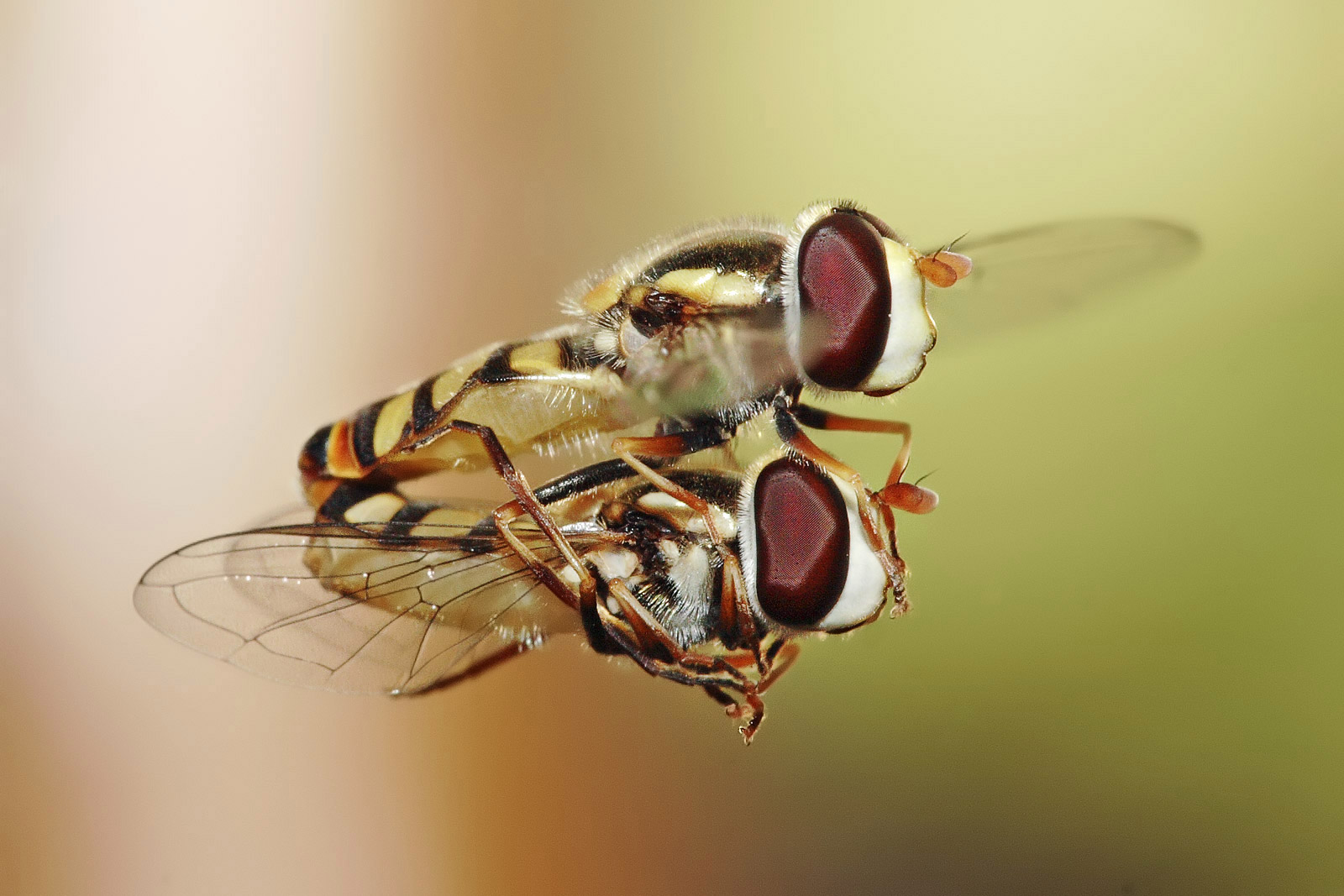
Una parella de mosques (sírfids) aparellant-se

En el camp de biologia s'entén per reproducció o procreació al procés mitjançant el qual es generen nous organismes. La reproducció és doncs un principi fonamental de totes les formes de vida, ja que cada individu existeix com a resultat d'una reproducció.
A nivell fisiològic existeixen diverses formes de reproducció i aquestes es poden classificar en dos grans grups: la reproducció asexual i la reproducció sexual. A més, la reproducció sexual pot ser interna o externa. Pel que fa a les estratègies evolutives de la reproducció, se'n poden distingir dues: la de la K i la de la R.
La reproducció asexual és un tipus de reproducció en què la descendència deriva d'un sol progenitor. Una definició més estricta va lligada al concepte d'agamogènesi, un tipus de reproducció sense la fusió dels gàmetes. La reproducció asexual és la forma més primària en la reproducció d'organismes unicel·lulars com les arquees, bacteris i protists. També moltes plantes i fongs es reprodueixen asexualment. Si bé tots els procariotes es reprodueixen asexualment, existeixen alguns mecanismes —la conjugació, la transformació i la transducció– que fan possible la transferència lateral de gens i que en alguns aspectes s'assembla a la reproducció sexual.
La reproducció sexual és la creació d'un nou organisme tot combinant el material genètic de dos organismes. Els dos processos principals són la meiosi –amb la reducció a la meitat del nombre de cromosomes–, i la fecundació –amb la fusió de dos gàmetes i la restauració del nombre original de cromosomes–. Durant la meiosi, els cromosomes de cada parell generalment es creuen per aconseguir la recombinació homòloga. L'evolució de la reproducció sexual és un gran enigma. La primera prova de fòssils d'organismes amb reproducció sexual prové d'eucariotes del període estenià, fa entre 1.000 i 1.200 milions d'anys. La reproducció sexual és el principal mètode de reproducció per a la gran majoria d'organismes macroscòpics, incloent gairebé tots els animals i plantes.
La manca de reproducció sexual és relativament poc comú entre els organismes multicel·lulars, en particular dels animals, per raons que no es coneixen amb exactitud. Les hipòtesis actuals suggereixen que la reproducció asexual pot tenir beneficis a curt termini quan el creixement accelerat de la població és important o quan hi ha entorns estables, mentre que la reproducció sexual ofereix un avantatge net en fer possible més ràpidament una diversitat genètica més gran, fet que permet que l'espècie s'adapti més fàcilment a entorns canviants. Les restriccions en el desenvolupament poden ser l'explicació fonamental que permet entendre perquè alguns animals han renunciat totalment a la reproducció sexual en el seu cicle vital.

## Reproducció asexual
La reproducció asexual és el procés a través del qual un organisme crea còpies genètiques idèntiques a si mateix sense requerir la combinació de material genètic amb un altre individu de la seva espècie.

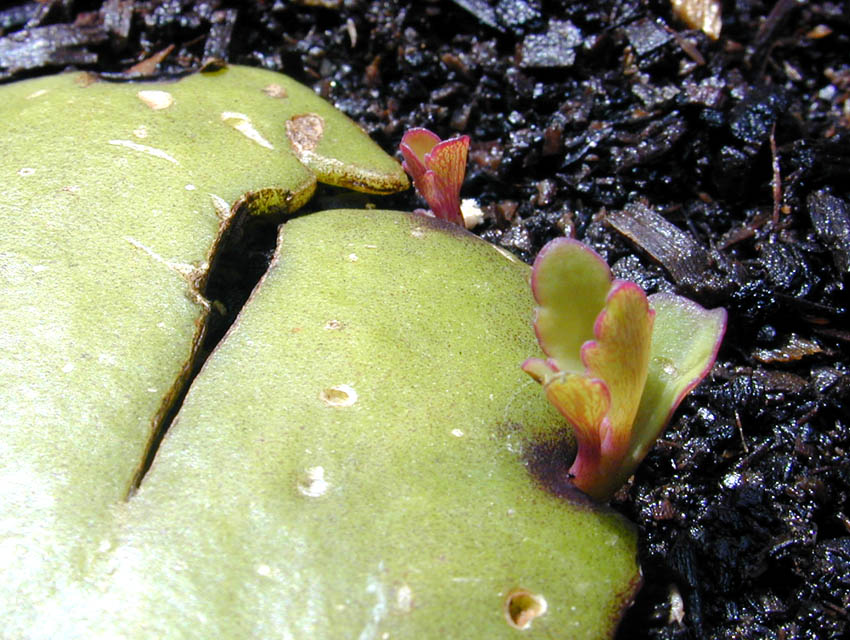
Aparició de nous individus en el marge foliar d'una crassulàcia, Kalanchoe pinnata. La nova planta té 1 centímetre d'altura.

En la reproducció asexual els nous individus són clònics, ja que comparteixen una càrrega genètica idèntica, excepte en el cas de mutacions espontànies. Comparteixen una mateixa sensibilitat als canvis ambientals, de tal manera que un canvi dràstic pot suposar la desaparició d'alguna d'aquestes espècies. Tot i així, moltes espores són formes de vida altament resistents i poden esperar durant períodes molts llargs al restabliment d'unes circumstàncies favorables.
L'hidra i el llevat són capaços de reproduir-se mitjançant la gemmació. Aquests organismes no posseeixen sexes diferents i són capaços de "separar-se" en dues o més parts i regenerar les parts del seu organisme en cada descendent. Algunes espècies asexuals, com l'hidra i la medusa, també són capaces de reproduir-se sexualment. La majoria de les plantes posseeixen l'habilitat de la reproducció vegetativa. Altres tipus de reproducció asexual inclouen la bipartició, la fragmentació, la formació d'espores i la partenogènesi.
- La bipartició o fissió binària (binary fission), és la subdivisió d'un organisme, d'una població o d'una espècie en parts i la regeneració d'aquestes parts en individus separats.[6][7][8] Molts organismes unicel·lulars, els procariotes (els arqueus i eubacteri) i eucariotes (com protists i fongs unicel·lulars), es reprodueixen asexualment per bipartició, i molts d'aquests organismes també poden reproduir-se sexualment.

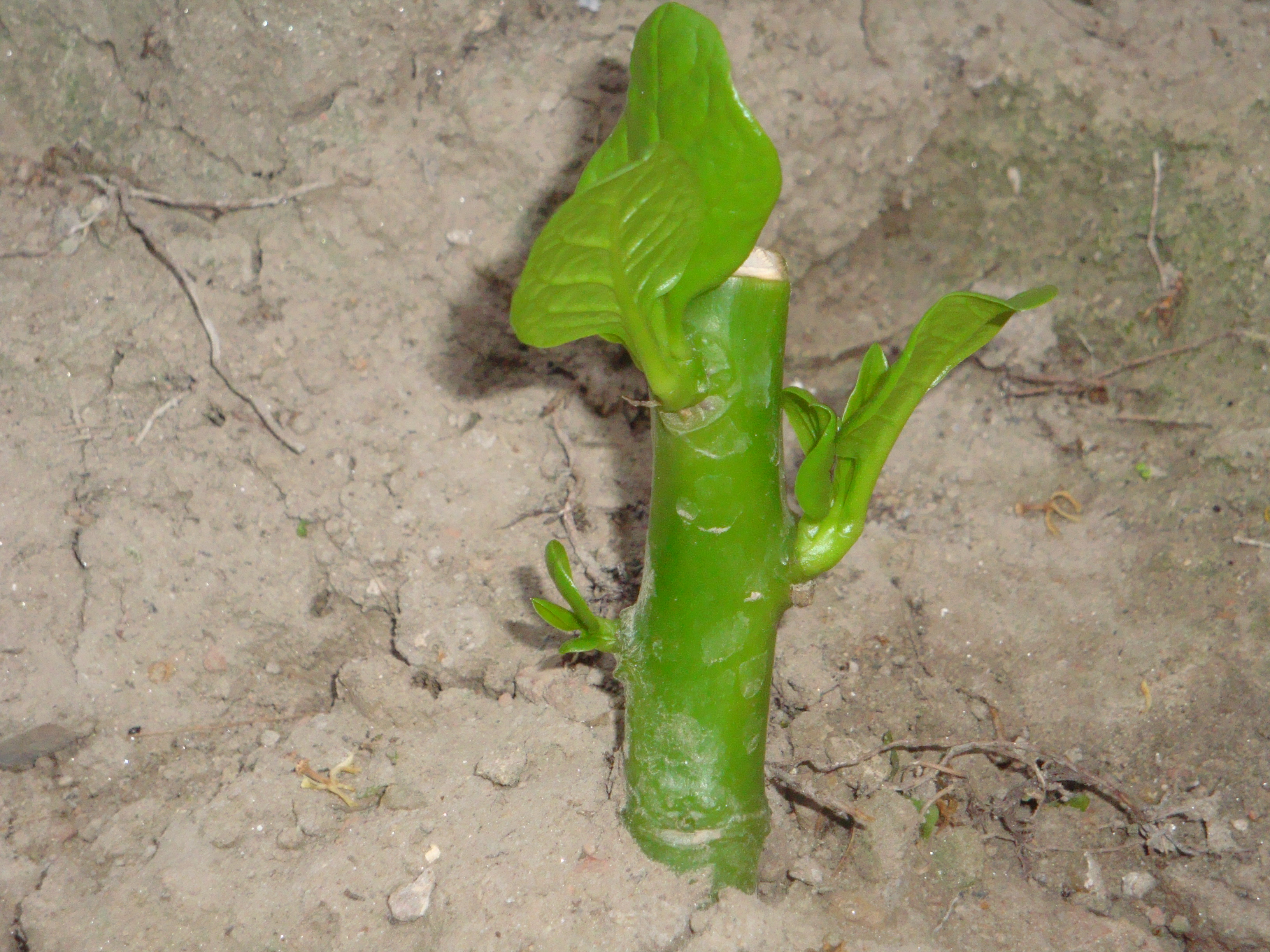
La reproducció vegetativa d'una planta a patir d'un tros d'una tija. Algunes espècies són més propícies a aquest mitjà de propagació que altres.

- La reproducció vegetativa és un tipus de reproducció asexual que es produeix en les plantes on els individus es formen sense la producció de llavors ni espores, per meiosi o singàmia.[9] Alguns exemples de reproducció vegetativa inclouen la formació de petites plantes en les fulles especialitzades, les anomenades plàntules –per exemple, a Kalanchoe–, i alguns produeixen noves plantes a partir de rizomes o estolons, com per exemple, a la maduixera silvestre). Altres plantes es reprodueixen per bulbs o tubercles; per exemple, el bulb d'una tulipa o els tubercle de la dàlia. Algunes plantes produeixen brots adventicis i xucladors que es formen al llarg de les seves arrels laterals. Les plantes que es reprodueixen de manera vegetativa, poden formar una colònia clonal on tots els individus són clons, i els clons poden cobrir una gran superfície.[10]

- La partenogènesi (del grec pàrtenos παρθένος, "verge", + gènesi γένεσις, "creació") és el creixement i el desenvolupament de l'embrió o llavor per part d'un mascle sense fertilització. La partenogènesi es produeix de manera natural en algunes espècies, com en la reducció de plantes (apomixi), invertebrats (per exemple, en les puces d'aigua, pugons, algunes abelles i vespes paràsites) i vertebrats (per exemple, alguns rèptils,[11] peixos, i, molt rarament, ocells[12] i taurons).[13] De vegades s'utilitza també per descriure les formes de reproducció d'espècies hermafrodites que són capaces de fertilitzar.

- L'apomixi és un tipus de reproducció asexual que es realitza mitjançant la producció de llavors. Les plantes que presenten aquest tipus de reproducció s'anomenen apomíctiques, i produeixen aquestes llavors sense el procés de la meiosi ni de cap mena de fertilització; per aquest motiu, els seus descendents són genèticament idèntics a la planta mare.[14] Tot i que des del punt de vista evolutiu les plantes apomíctiques no tenen els avantatges adaptatius que ofereix la reproducció sexual, l'apomixi permet la fixació indefinida d'un genotip altament adaptat al seu ambient. Aquest avantatge és des del punt de vista genètic similar al que presenta la multiplicació vegetativa. No obstant això, en el cas de les plantes apomíctiques, els descendents no romanen als voltants de la planta mare, que els obligaria a competir amb ella pels recursos, sinó que gràcies a la dispersió de les llavors els nous individus poden explorar i conquerir nous ambients.[15][16]

## Reproducció sexual

En la primera etapa de la reproducció sexual, durant la meiosi, el nombre de cromosomes es redueix d'un nombre diploide (2n) a un haploide (n). Durant la fertilització, els gàmetes haploides s'uneixen per formar un zigot diploide i restablir el nombre original de cromosomes (2n).

La reproducció sexual és un procés biològic mitjançant el qual els organismes originen descendents a través de la combinació de material genètic que normalment procedeix de dos individus de tipus sexuals diferents o solament de cèl·lules de tipus diferents. Aquests organismes posseeixen dos sexes adults distints, el mascle i la femella. Es caracteritza per la unió de dues cèl·lules especialitzades (cèl·lules sexuals o reproductores) anomenades gàmetes. Aquest procés s'anomena fecundació, i dona lloc a la formació d'un zigot, que es desenvoluparà en un embrió i més tard formarà un individu complet.
La reproducció sexual suposa l'intercanvi de material genètic, amb la qual cosa els individus són diferents, excepte en el cas de bessons idèntics. L'avantatge de la reproducció sexual és que els individus d'una determinada espècie tenen més capacitat d'adaptació davant de circumstàncies adverses, de tal manera que sobreviuen els individus que poden adaptar-se a un determinat canvi o que resisteixen una determinada malaltia.
Cada un dels dos organismes progenitors contribueix amb la meitat de la composició genètica de la descendència mitjançant la creació de gàmetes haploides. La majoria d'organismes formen dos tipus diferents de gàmetes. En aquestes espècies anisogames, els dos sexes es coneixen com a mascles (que produeixen espermatozoides o microspores) i femelles (que produeixen òvuls o megaspores). En les espècies isogames, els gàmetes són similars o idèntiques en la forma (isogàmetes), però poden tenir propietats separables i, a continuació es pot donar altres noms diferents (vegeu isogàmia). Per exemple, en l'alga verda Chlamydomonas reinhardtii, hi ha els anomenats gàmetes "més" i "menys". Alguns tipus d'organismes, com ara ciliats com Paramecium aurelia, té més de dos tipus de "sexe", anomenat singens.
La majoria dels animals (incloent-hi l'espècie humana) i les plantes es reprodueixen sexualment. Els organismes amb reproducció sexual tenen diferents conjunts de gens per cada característica (anomenades al·lels). Els descendents hereten un al·lel per a cada característica de cada progenitor, el que garanteix que els fills tenen una combinació de gens dels pares. Els diploides tenen dues còpies de cada gen en un organisme. Es creu que "l'emmascarament dels al·lels deleteris afavoreix l'evolució d'una fase diploide dominant en els organismes que s'alternen entre les fases haploides i diploides", on es produeix la recombinació lliure.
Els briòfits es reprodueix sexualment, però les seves formes de vida que es veuen normalment són haploides, que produeixen gàmetes. Els zigots dels gàmetes es desenvolupen i formen un esporangi que produeix espores haploides. La fase diploide és relativament curta en comparació amb el de fase haploide, és a dir, predomina la fase haploide. L'avantatge de diploide, per exemple, heterosi, només té lloc en l'etapa de la vida diploide. Els briòfits encara mantenen la reproducció sexual durant la seva evolució tot i que la fase haploide no es beneficia en absolut de l'heterosi. Això pot ser un exemple que la reproducció sexual és molt avantatjosa per si mateixa, ja que permet l'intercanvi de gens (híbrids o de la recombinació entre els loci múltiples) entre diferents membres de l'espècie, fet que fa possible la selecció natural del més apte en aquests nous híbrids o recombinants que són formes haploides.

### Classificació
La reproducció sexual pot ser externa o interna. És externa quan la fecundació es produeix en el medi extracorporal i interna quan ocorre en l'interior. La reproducció externa suposa l'emissió coordinada d'òvuls o d'ous per part de la femella i d'esperma per part d'individus mascles. En canvi la reproducció interna es dona quan la fecundació es produeix a l'interior del cos de la femella, que actua com a receptor i que aporta un o diversos òvuls, al mateix temps que el mascle aporta l'esperma. En el cas d'organismes hermafrodites es pot donar fecundació mútua o bé que cadascun dels organismes pren el rol de mascle o de femella. En els mamífers la reproducció sexual és interna.

## Avantatges i desavantatges
Els organismes que es reprodueixen mitjançant reproducció asexual solen augmentar el seu nombre de manera exponencial. No obstant això, com que la variació es produeix per mutacions en el seu ADN, tots els membres de l'espècie tenen vulnerabilitats similars. Els organismes que es reprodueixen sexualment produeixen un menor nombre de cries, però la gran quantitat de variació que presenten els seus gens els fa menys susceptibles a les malalties.
Molts organismes es reprodueixen sexualment i asexualment. Trobem exemples en els àfids, els fongs lliscants, les anemones de mar, algunes espècies d'estrelles de mar (per fragmentació) i moltes plantes. Quan els factors ambientals són favorables, la reproducció asexual es fa servir per explotar les condicions adequades per a la supervivència, com ara un subministrament abundant d'aliments, habitatge adequat, condicions climàtiques favorables, el pH òptim o una combinació adequada d'altres necessitats d'estil de vida. Les poblacions d'aquests organismes augmenten de manera exponencial mitjançant estratègies de reproducció asexual per aprofitar al màxim l'abundància de recursos.
Quan les fonts d'aliment s'han esgotat, el clima es torna hostil o la supervivència individual es veu amenaçada per algun altre canvi advers en les condicions de vida, aquests organismes canvien cap a formes de reproducció sexual. La reproducció sexual garanteix una barreja de la reserva genètica de l'espècie. Les variacions trobades en les cries de les espècies que es reprodueixen sexualment permet a alguns individus estar més preparats per a la supervivència i els proporciona un mecanisme per a l'adaptació selectiva. A més, la reproducció sexual, en general, és útil en una etapa de la vida que requereix suportar les condicions que amenacen els fills d'un progenitor asexual. Per tant, llavors, espores, ous, pupes, cists o altres etapes per "passar l'hivern" de la reproducció sexual asseguren la supervivència quan els temps no són favorables i l'organisme pot "esperar que" les situacions adverses desapareguin i retornin les condicions de vida més idònies.

## Alternança reproductiva

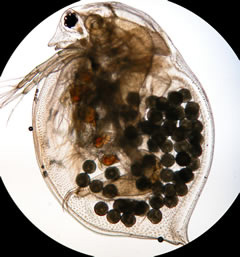
Daphnia magna amb una posta d'ous

Algunes espècies alternen les estratègies reproductives i poden tenir reproducció sexual i asexual, una capacitat coneguda com a heterogàmia, i que depèn de les condicions ambientals. Per exemple, el crustaci d'aigua dolça, Daphnia (puça d'aigua), a la primavera es reprodueix per partenogènesi per omplir ràpidament els estanys; a continuació, canvia a la reproducció sexual per potenciar l'augment de la competència i la depredació. Molts protists i fongs alternen entre la reproducció sexual i asexual.
Per exemple, el fong lliscant Dictyostelium es reprodueix per bipartició (mitosi), com les amebes unicel·lulars en condicions favorables. No obstant això, quan les condicions ambientals es fan desfavorables, l'agregat de cèl·lules segueix una de les dues vies de desenvolupament, segons les condicions existents. En la via social i asexual, formen una mena de llimac multicel·lular que després forma un cos fructífer amb espores generades asexualment. En la via sexual, es fusionen dues cèl·lules per a formar una cèl·lula gegant que es converteix en un gran cist. Quan aquest macrocist germina, allibera centenars de cèl·lules amèbiques que són el producte de la recombinació meiòtica entre l'original de les dues cèl·lules.
Les hifes dRhizopus (una floridura) poden produir tant la mitosi, com espores meiòtiques. Moltes algues canvien d'una manera similar de la reproducció sexual a l'asexual. Existeix un nombre important de plantes que utilitzen tant la via sexual com l'asexual per produir noves plantes, n'hi ha que passen de reproducció sexual a asexual segons siguin les condicions ambientals.

## La reproducció en el món animal
Els rotífers de la classe Bdelloidea es reprodueixen exclusivament de manera asexual, i tots els individus d'aquesta classe són femelles. L'asexualitat ha evolucionat en aquests animals durant milions d'anys i ha persistit al llarg dels temps. Hi ha proves que suggereixen que la reproducció asexual ha permès als animals fer evolucionar i produir noves proteïnes a través de l'efecte Meselson que els han permès sobreviure millor en períodes de deshidratació.
Hi ha invertebrats i també alguns vertebrats menys avançats que alternen la reproducció sexual i l'asexual, o que són exclusivament asexuals. L'alternança s'observa en alguns tipus d'insectes com els àfids (que, en condicions favorables, la producció d'ous que no han passat per la meiosi, en essència és clonació) i va trucar a la capa de l'abella Apis mellifera capensis (que es poden reproduir asexualment mitjançant un procés thelytoky). Unes poques espècies d'amfibis i rèptils tenen la mateixa capacitat (vegeu la partenogènesi d'exemples concrets). Un cas molt poc comú entre els vertebrats més avançats és la capacitat del gall dindi femella per produir ous fèrtils en l'absència d'un mascle. Els ous que en resulten solen ser defectuosos. Aquest comportament pot interferir amb la incubació dels ous en la cria de gall d'indi.
Hi ha exemples de partenogènesi en el tauró martell i el tauró punta negra. En ambdós casos, els taurons havien arribat a la maduresa sexual en captivitat sense mascles, i en ambdós casos les cries van mostrar ser genèticament idèntiques a les mares.

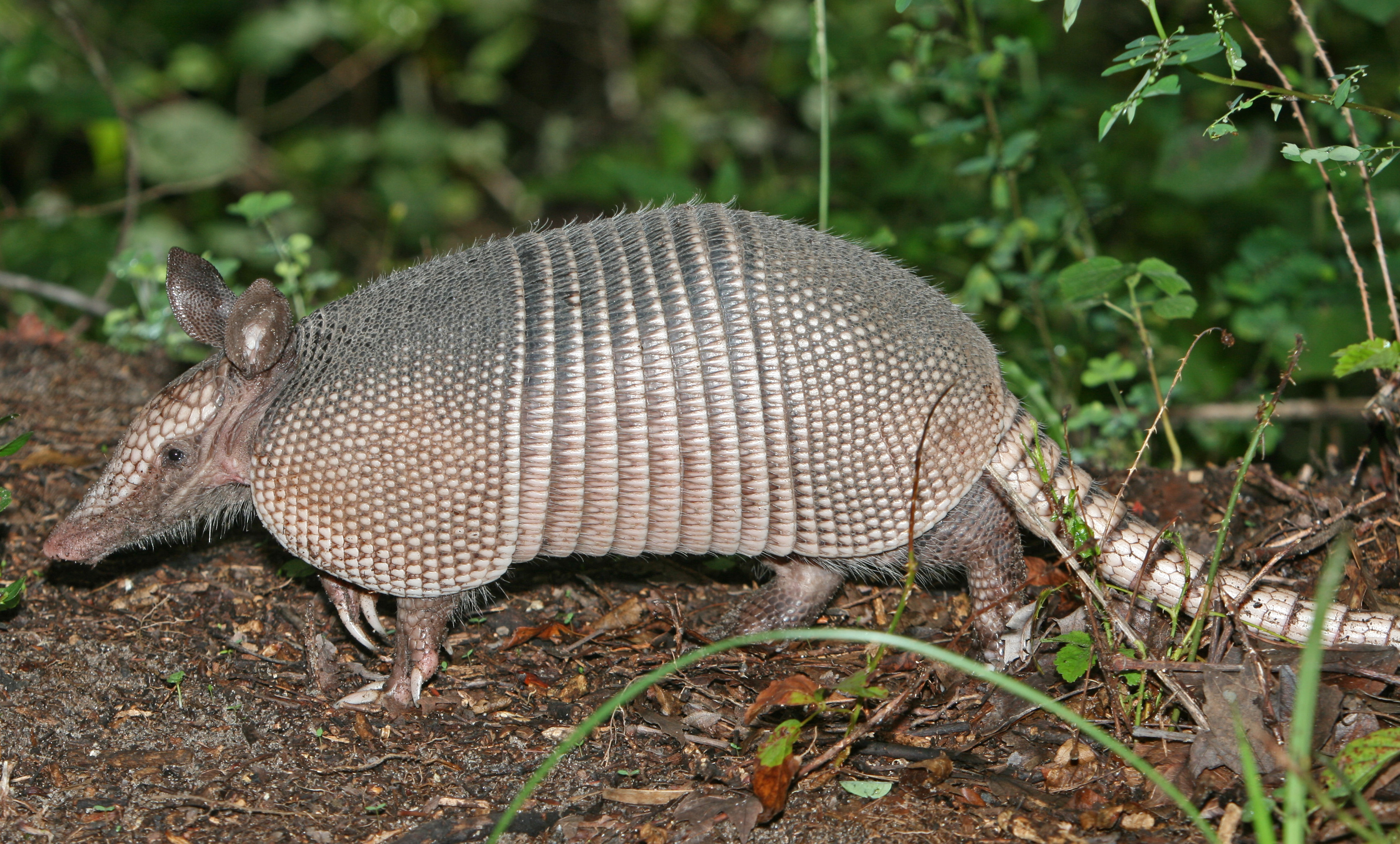
L'armadillo de nou bandes (Dasypodidae), presenta poliembrionia

La poliembrionia és una forma generalitzada de reproducció asexual en animals, en què l'òvul fecundat o una fase posterior del desenvolupament embrionari es divideix per formar clons genèticament idèntics. En els animals, aquest fenomen ha estat millor estudiat en els himenòpters paràsits. En els armadillos de nou bandes, aquest procés es dona sempre i en general origina quadrigèmins genèticament idèntics. En altres mamífers, els germans monozigòtics no tenen cap base genètica evident, encara que la seva presència és comú. Actualment hi ha almenys 10 milions de bessons idèntics humans.
Entre els mamífers hi ha diferències en els inicis del procés reproductiu: la reproducció comença amb l'aparellament precedit sovint d'un festeig o exhibició per part d'un membre de la parella de les seves característiques físiques o de fortalesa davant els competidors. En molts animals les femelles només permeten la còpula quan es troben dins del moment fèrtil o estre per la qual cosa la fecundació pràcticament està garantida i la sexualitat està molt lligada a la reproducció. En animals com la guineu i alguns mustèlids, la femella pot reabsorbir l'embrió si les condicions ambientals són desfavorables. En els bonobos o ximpanzés pigmeus, les relacions sexuals (heterosexual i homosexuals), tenen un paper destacat en la societat d'aquests animals, independentment de la reproducció, com una forma de mantenir la cohesió social dins del grup.

### Reproducció humana
Procés reproductiu masculí:

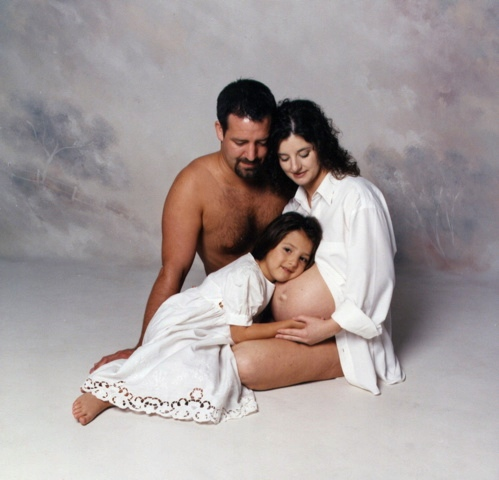
Fotografia d'una família

- Formació d'espermatozoides (espermatogènesi) que s'inicia en la pubertat i continua tota la vida.
- Hormones sexuals: testosterona, formada amb substàncies precursores originades a la hipòfisi i hipotàlem, amb funcions de producció d'espermatozoides i determinació dels caràcters sexuals secundaris.
- Conducció d'espermatozoides a través del conducte deferent que connecta al conducte ejaculatori que desemboca a la uretra. El semen el formen els espermatozoides i les secrecions emeses per la vesícula seminal, glàndula prostàtica i glàndula bulb uretral. El penis en erecció durant la còpula podrà penetrar a la vagina i alliberar-hi el semen.

Procés reproductiu femení:
- L'oogènesi es fa a l'ovari i un oòcit s'allibera cada mes des de la pubertat a la menopausa.
- L'oòcit passa a l'oviducte (trompes de Fal·lopi) que desemboca a l'úter.
- La vagina que connecta amb l'úter pel cèrvix rep el penis en el coit i l'oòcit podrà ser fertilitzat.
- Regulació hormonal del cicle ovàric per estrogen i progesterona secretades per la hipòfisi i l'hipotàlem que estimulen el desenvolupament i preparació de la capa de l'endometri de l'úter per a la implantació del zigot. Si no hi ha embaràs cauen els nivells hormonals i l'endometri necròtic s'expulsa (regla).

## Els gàmetes
Els gàmetes vegetals es denominen anterozoides i els femenins oosferes. En els animals, dins els òrgans sexuals dels adults les cèl·lules diploides productores de gàmetes, maduren i es desenvolupen en espermatozoides (cèl·lules reproductores masculines) i òvuls (cèl·lules reproductores femenines), que són haploides. Una cèl·lula haploide posseeix una dotació cromosòmica formada per una sola còpia de cada parell cromosòmic.
És important que els gàmetes siguin haploides, perquè en fusionar-se donaran lloc un zigot diploide. Això vol dir que el nou ésser en formació tindrà dues dotacions cromosòmiques, resultat de la fusió del gàmeta masculí i el gàmeta femení, per tant, amb característiques dels dos progenitors.

## Estratègies
Hi ha una gran varietat d'estratègies reproductives utilitzades per diferents espècies. Alguns animals, com l'ésser humà (maduresa sexual després de l'adolescència) i el mascarell del nord (5 o 6 anys) produeixen poca descendència. D'altres es reprodueixen ràpidament, però la majoria de la prole no arriba a la maduresa en estat natural. Un conill, madur després dels 8 mesos, produeix entre 10 i 30 cries anuals, un cocodril del Nil, madur als 15 anys, produeix aproximadament 50 cries anuals i una mosca de la fruita (10 a 14 dies) en produeix aproximadament 900. Aquestes dues estratègies són conegudes com l'estratègia K (poques cries) i l'estratègia r (moltes cries). L'estratègia afavorida depèn d'un enorme nombre de circumstàncies. Ambdues estratègies poden ser afavorides per l'evolució: els animals amb poca descendència poden invertir més temps a nodrir-los i protegir-los, reduint considerablement la necessitat reproducció; d'altra banda, els animals amb molta descendència no necessiten gastar tanta energia en criança, cosa que els permet dedicar-se a la seua pròpia supervivència i més reproducció.

### Altres tipus
- Animals policíclics: es reprodueixen intermitentment al llarg de les seves vides.
- Organismes semèlpars: només reprodueixen un cop a la seva vida, com les plantes anuals, entre les que es troben totes les espècies de grans de cultiu i verdures, determinades espècies de salmó, aràcnids i bambú. Sovint moren poc després de reproduir-se. Generalment s'associen a estratègies de tipus r.
- Organismes iteròpar: produeixen cries en cicles succesius (anuals o estacionals), com les plantes perennes. Els animals iteròpars sobreviuen durant múltiples estacions (o canvis periòdics de condicions). Aquest tipus s'associa més aviat amb estratègies de tipus K.

## Vida sense reproducció
L'existència de la vida sense reproducció és objecte d'especulació. L'estudi biològic de com l'origen de la vida conduí d'elements no reproductius a organismes reproductius rep el nom d'abiogènesi. Hi hagués hagut o no diversos esdeveniments abiogenètics independents, els biòlegs creuen que l'últim avantpassat comú de tota la vida que hi ha actualment a la Terra visqué fa més de 3.500 milions d'anys.
Alguns científics han especulat sobre la possibilitat de crear vida al laboratori de manera no reproductiva. Alguns científics han aconseguit produir virus senzills a partir de materials completament no vivents. Tanmateix, els virus no solen ser considerats éssers vius. No són res més que una mica d'ARN o ADN dins d'una càpsula proteica, manquen de metabolisme i només poden replicar-se amb l'ajut de la maquinària metabòlica d'una cèl·lula de la qual han pres control.
La producció d'un organisme realment viu (com un bacteri senzill) sense avantpassats seria una tasca molt més complexa, però podria ser perfectament possible segons els coneixements biològics actuals.